# محمد البياتي
محمد عبد الله البياتي (1382 - 1417 هـ / 1962 - 1996 م) هو مهندس وشاعر ، من مدينة الموصل العراقية.
هو محمد عبد الله خليفة البياتي. ولد في الموصل وتخرج من جامعتها سنة 1987م. حصل على لقب الشاعر الأول في مسابقة الشباب عام 1994م.
من آثاره: ديوان «قمر المتاه» ، اتحاد الكتاب العرب - دمشق 1998م.
كما انه يعتبر من شعراء البدو في العراق وله قصائد يتزارا بها البر والحيوانات البرية مثل الحباري والصقر.